# EEPROM

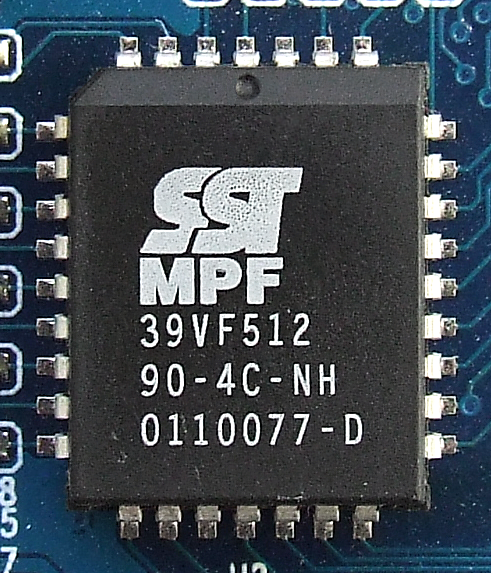
EEPROM de Silicon Storage Technology 39VF512.

EEPROM o E²PROM son las siglas de Electrically Erasable Programmable Read-Only Memory (ROM programable y borrable eléctricamente). Es un tipo de memoria ROM que puede ser programada, borrada y reprogramada eléctricamente, a diferencia de la EPROM que ha de borrarse mediante un aparato que emite rayos ultravioleta. Son memorias no volátiles.
Las celdas de memoria de una EEPROM están constituidas por un transistor MOS, que tiene una compuerta flotante (estructura SAMOS), su estado normal está cortado y la salida proporciona un 1 lógico.
Aunque una EEPROM puede ser leída un número ilimitado de veces, solo puede ser borrada y reprogramada entre 100.000 y un millón de veces.
Estos dispositivos suelen comunicarse mediante protocolos como I²C, SPI y Microwire. En otras ocasiones, se integra dentro de chips como microcontroladores y DSPs para lograr una mayor rapidez.
La memoria flash es una forma avanzada de EEPROM creada por el Dr. Fujio Masuoka mientras trabajaba para Toshiba en 1984 y fue presentada en la Reunión de Aparatos Electrónicos del IEEE de 1984. Intel vio el potencial de la invención y en 1988 lanzó el primer chip comercial de tipo NOR.